# Erdőtka
Erdőtka (szlovákul Oravská Lesná, lengyelül Erdutka / Herdućka) község Szlovákiában, a Zsolnai kerületben, a Námesztói járásban.

## Fekvése
Námesztótól 23 km-re nyugatra, a lengyel határ közelében fekszik, több kis hegyi telep tartozik hozzá.

## Története
A falu 1731. július 23-án keletkezett, amikor Erdődy György javaslatára a megyegyűlés kiadta alapítási oklevelét. A falut alapítójáról kezdetben „Erdőd”-nek nevezték, mely később a nép ajkán „Erdútka” alakra változott. Mai hivatalos nevét csak 1946. január 1-jén kapta.
A 18. század végén Vályi András így ír róla: „ERDŐDKA. Egymástol szerte széjjel meszsze terjedve épűlt lengyel falu Árva Vármegyében, földes ura a’ Királyi Kamara, lakosai katolikusok, fekszik Lengyel Országnak határ szélénél, tsűrjei, és istállói a’ falun kivűl széjjel vagynak, határja sovány, kolimázt, és olajt készítenek lakosai, a’ kik Békés Vármegyébe jobb földre elköltöztek vala; de ismét viszsza telepedtek, fája mind a’ kétféle elég, legelője jó, harmadik Osztálybéli.”
Fényes Elek 1851-ben kiadott geográfiai szótárában így ír a faluról: „Erdődka, tót falu, Árva vm. a gallicziai, és trencsényi határszéleken; 978 kath., 4 zsidó lak., kik elszórva laknak. Van kath. paroch. temploma, 59 3/8 sessioja, 5 vizimalma, gyönyörü erdeje, nagy juhtenyésztése, sok fajdtyukja. F. u. az árvai uradalom. Ut. p. Rosenberg.”
A trianoni diktátumig Árva vármegye Námesztói járásához tartozott.

## Népessége
| Év:            | 1994. | 2004.   | 2014.   | 2024.   |
| -------------- | ----- | ------- | ------- | ------- |
| Emberek száma: | 2944  | 3133    | 3322    | 3449    |
| Eltérés:       |       | +6,41 % | +6,03 % | +3,82 % |

| Év:            | 2023. | 2024.   |
| -------------- | ----- | ------- |
| Emberek száma: | 3443  | 3449    |
| Eltérés:       |       | +0,17 % |

1910-ben 2088, túlnyomórészt szlovák lakosa volt.
2001-ben 3106 lakosából 3076 szlovák volt.
2011-ben 3299 lakosából 3200 szlovák volt.

## Nevezetességei
- Szent Anna tiszteletére szentelt római katolikus plébániatemploma 1914-ben épült.
- Kisvasút.